# Saturnisch vers
Het saturnische vers of versus saturnius is een oude Latijnse versvorm. Volgens de Romeinse mythologie was de god Saturnus de eerste koning van Latium. "Saturnisch" verwijst dus naar de oeroude oorsprong. 
De eerste ongeschreven en mondeling overgeleverde Carmina (d.i. Liederen) van de Latijnse literatuur waren wellicht in de saturnische versmaat gegoten. Van de dichters Livius Andronicus en Naevius zijn nog enkele saturnische verzen bewaard. Dat volstaat enigszins om daaruit de structuur af te leiden. Met Quintus Ennius stapten de Romeinen over op de Griekse hexameter en werd het saturnische vers ouderwets.
Het saturnische vers was niet gebaseerd op rijm, en ook niet op het spel van lange en korte lettergrepen, maar moest er in principe als volgt uitzien: twee tweelettergrepige woorden, gevolgd door drie drielettergrepige woorden, met een korte rustpauze na het eerste drielettergrepige woord. Schematisch dus 

xx / xx / xxx // xxx / xxx
vb. "Virum mihi, Camena, insece versutum" (zie Livius Andronicus)
De eerder primitieve structuur zou wijzen op een mogelijk Indo-Europese oorsprong.